# Gold Cup féminine de la CONCACAF
Ne doit pas être confondu avec le Championnat féminin de la CONCACAF, appelé Gold Cup féminine entre 2000 et 2006
La Gold Cup féminine est une compétition féminine de football entre nations d'Amérique du Nord, d'Amérique Centrale et des Caraïbes organisée par la CONCACAF. Sa première édition a lieu en 2024.

## Histoire
Un nouveau tournoi est annoncé en décembre 2020, ayant lieu pendant les dates internationales de la FIFA, dans le but de remplacer les matchs amicaux, sous le nom de Ligue des nations.  Le président de la CONCACAF, Victor Montagliani, déclare que le but de la compétition est le développement de toutes les équipes nationales de la confédération et le renforcement de la compétitivité au sein de la CONCACAF,.
La compétition initialement évoquée sous le nom de CONCACAF Nations League est finalement nommée CONCACAF W Gold Cup ou Gold Cup féminine en août 2021, et se veut être la compétition la plus importante de la zone CONCACAF, supplantant le Championnat féminin de la CONCACAF, qui devient un tournoi qualificatif aux compétitions internationales telles que les Jeux olympiques et la Coupe du monde.
La première édition a lieu aux États-Unis du 17 février au 10 mars 2024.

## Format
Le tournoi démarre par une phase qualificative, appelée Road to Concacaf W Gold Cup, organisée en trois ligues elles-mêmes divisées en plusieurs groupes, les équipes de ces groupes s'affrontant en matches aller-retour. Les trois vainqueurs de la ligue A se qualifient pour la phase finale, tandis que les trois vainqueurs de la ligue B et les deuxièmes de groupe de la ligue A s'affrontent en barrages d'accession à la phase finale. De plus, les deux équipes qualifiées pour les Jeux olympiques sont qualifiées d'office pour la phase finale.
La phase finale de 12 équipes comprend les 3 vainqueurs de la ligue A, les 3 vainqueurs des barrages, les 2 équipes qualifiées aux Jeux olympiques et quatre équipes invitées d'autres confédérations. Ces 12 équipes sont séparées en 3 groupes de quatre, les équipes s'affrontant les unes les autres une seule fois au sein de chaque groupe. Les deux premiers de chaque groupe ainsi que les deux meilleurs troisièmes se qualifient pour les quarts de finale.

## Palmarès
| Édition | Hôte  | Vainqueur  | Vainqueur | Finaliste | Demi-finalistes |
| 2024    | Haïti | États-Unis | (1)       | Brésil    | Canada Mexique  |